# Buco nero stellare

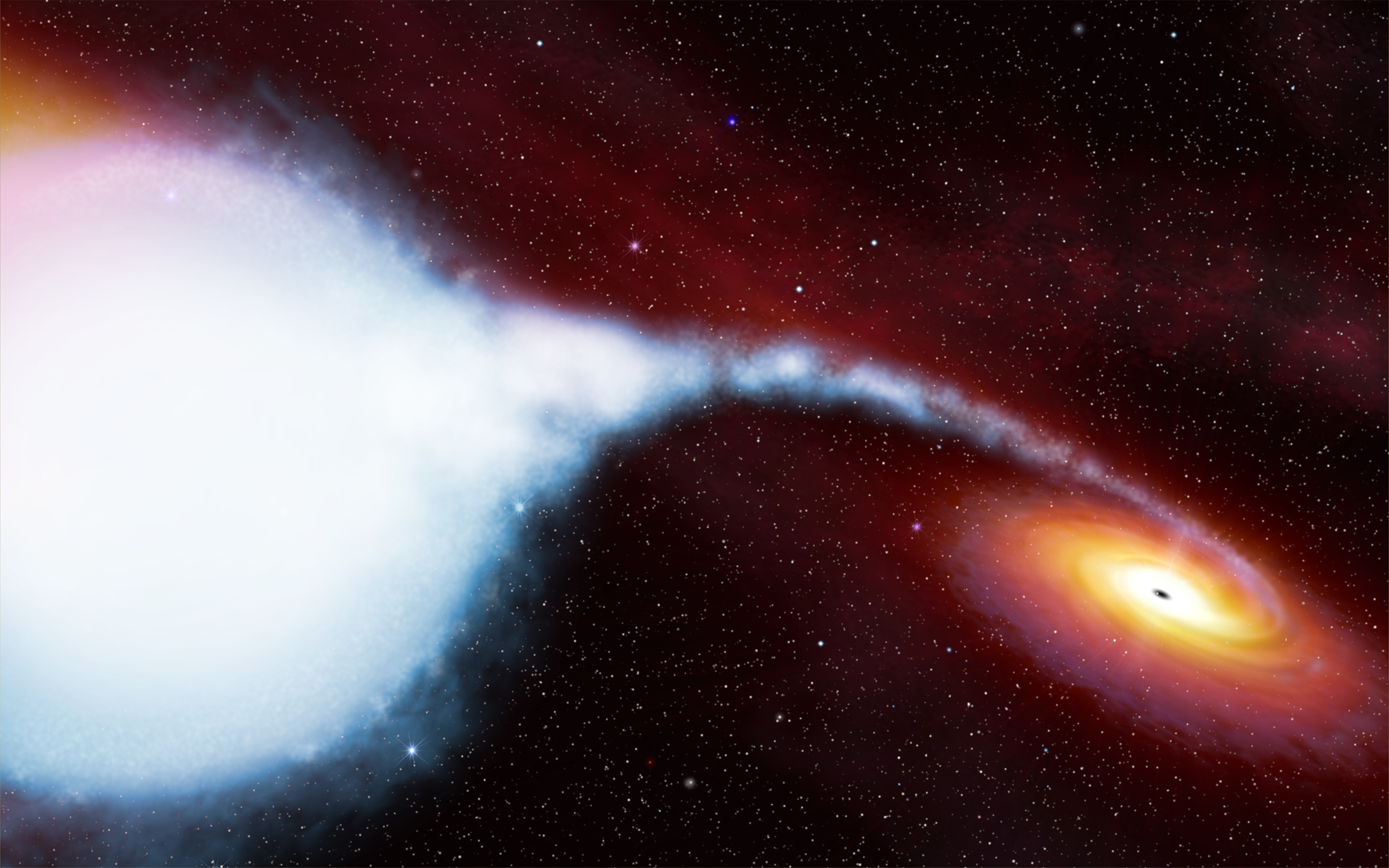
Rappresentazione artistica di Cygnus X-1, una sorgente X che si ritiene esser formata da una stella ed un buco nero stellare.

Un buco nero stellare (o buco nero di massa stellare) è un buco nero che si forma dal collasso gravitazionale di una stella massiccia (20 o più masse solari, sebbene non si conosca esattamente, a causa degli svariati parametri da cui dipende, la massa minima che dovrebbe avere la stella) alla fine della propria evoluzione. Il processo di formazione dell'oggetto è ultimato con l'esplosione di una supernova o un gamma ray burst.

Il buco nero stellare più massiccio conosciuto sino al 2019, indicato come LB-1 B (o LB-1 *), ha una massa pari a circa 70 ± 1,45 M☉.

## Generale

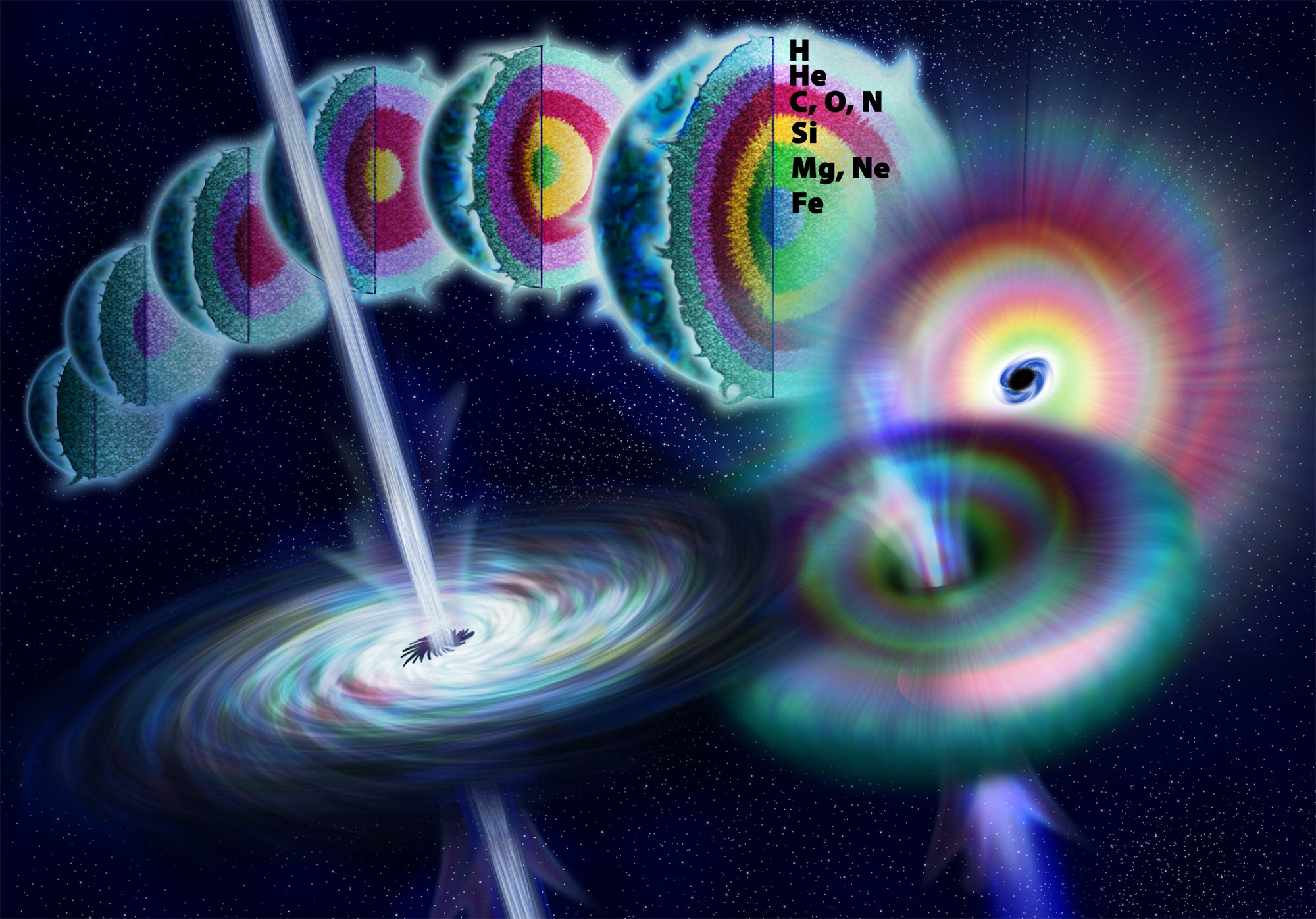
L'evoluzione finale di una stella massiccia, che culmina col collasso di quest'ultima in un buco nero e l'esplosione di un gamma ray burst.

Teoricamente un buco nero potrebbe esistere a qualunque massa, secondo la teoria della relatività generale. Quanto più è piccola la massa, tanto maggiore deve essere la densità della materia perché si venga a formare un buco nero (vedere in merito la discussione sul raggio di Schwarzschild, un raggio teorico al di sotto del quale un corpo di una data massa sarebbe un buco nero). Attualmente gli astrofisici sono propensi a ritenere che non possano esistere buchi neri con masse inferiori ad alcune volte quella del Sole; se esistessero, si tratterebbe di buchi neri primordiali.
Il collasso gravitazionale di una stella massiccia, inevitabile al termine della sua esistenza poiché viene a mancare la fonte di energia (ovvero le reazioni di fusione nucleare) che contrasta la gravità, è uno dei processi con cui più frequentemente si creano tali oggetti. La temperatura diminuisce rapidamente, e ciò provoca la progressiva diminuzione del volume dell'oggetto, che si contrae ovvero collassa su se stesso, fino al raggiungimento della temperatura minima consentita dall'irraggiamento da altri corpi; ciò che rimane è un oggetto miliardi di volte più piccolo, composto della materia residua della vita stellare. Se si attendesse un tempo sufficiente perché una nana bianca sia sufficientemente fredda e se si possedesse una navicella in grado di resistere alle enormi forze gravitazionali e mareali, sarebbe possibile atterrare sulla sua superficie, che si presenta solida. Tuttavia il tempo previsto perché la superficie di una nana bianca si raffreddi è enorme, persino superiore all'attuale età dell'Universo. Se la massa della stella è inferiore ad un dato limite, anziché formarsi un buco nero si viene a creare una stella degenere (nana bianca o stella di neutroni). La massa massima che può esser raggiunta da una nana bianca è 1,44 M☉ (massa di Chandrasekhar), mentre la massa limite raggiungibile da una stella neutronica non è ancora esattamente conosciuta, ma dovrebbe aggirarsi intorno alle 3 M☉; si ritiene però che vi sia un limite analogo a quello di Chandrasekhar, che prende il nome di limite di Oppenheimer-Volkoff e corrisponderebbe a 3,8 M☉. La massa del buco nero meno massiccio sino ad ora osservato è prossima a tale limite.
I buchi neri stellari costituiscono l'esempio "più leggero" di questa classe di oggetti; infatti sono stati scoperti diversi altri tipi di buchi neri ben più pesanti: si tratta dei buchi neri di massa intermedia, che si trovano al centro degli ammassi globulari, ed i buchi neri supermassicci, che si troverebbero nel nucleo di tutte le galassie, come la nostra Via Lattea, comprese le galassie attive.
Ogni buco nero ha solamente tre caratteristiche fondamentali: massa, carica elettrica e momento angolare (spin). Si ritiene che quest'ultima caratteristica sia propria di tutti i buchi neri che si formano in natura, sebbene non siano ancora state condotte delle osservazioni specifiche su di essa. Lo spin di un buco nero stellare è dovuto alla conservazione del momento angolare della stella da cui il compatto corpo celeste ha avuto origine.

## Buchi neri nelle binarie X

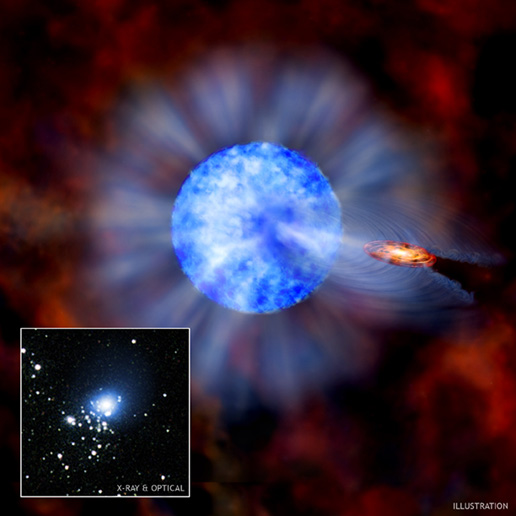
M33 X-7, una binaria X situata nella vicina Galassia del Triangolo; la componente principale è una stella massiccia con una massa 70 volte quella del Sole; il buco nero ha una massa circa 16 volte quella del Sole. L'immagine più grande è una rappresentazione artistica, mentre il riquadro è un fotomontaggio nel visibile e nei raggi X. (immagine NASA)

Alcuni tra i buchi neri recentemente scoperti si trovano all'interno di sistemi binari stretti, in cui sono legati gravitazionalmente ad un'altra stella, alla quale sono tanto vicini da sottrarre materia. Tale materia va a formare attorno al corpo celeste un disco di accrescimento, i cui costituenti, mentre precipitano sul corpo celeste acquisendo energia, vengono scaldati a temperature di milioni di K; si produce in questo modo una grande quantità di radiazione X, la quale fa apparire il sistema come una binaria X.  Il buco nero risulterà dunque osservabile nei raggi X, mentre il compagno stellare sarà visibile anche nel visibile. Tuttavia, poiché il rilascio energetico da parte di buchi neri e stelle di neutroni è dello stesso ordine di magnitudine, i buchi neri e le stelle di neutroni nei sistemi binari sono difficili da distinguere. Le stelle neutroniche hanno però delle proprietà differenti, che permettono agli esperti di distinguerle dai buchi neri: mostrano infatti una rotazione differenziale, possiedono intensi campi magnetici e manifestano talvolta dei fenomeni esplosivi localizzati (detti lampi termonucleari).
Inoltre buchi neri e stelle neutroniche differiscono per le masse, le quali sono calcolate nelle binarie X grazie all'osservazione combinata di immagini nel visibile e nei raggi X. Tutte le stelle di neutroni individuate hanno una massa non superiore a 3-5 M☉, mentre nessuno degli oggetti scoperti che abbia una massa superiore a 5 M☉ mostrava delle proprietà assimilabili a quelle delle stelle di neutroni. Tutti questi dati rendono più probabile l'idea che gli oggetti con masse superiori a 5 masse solari siano effettivamente buchi neri.
È da notare che la prova dell'esistenza dei buchi neri non è basata esclusivamente su dati empirici osservativi, ma anche su ipotesi teoriche: infatti non è possibile pensare all'esistenza di altri oggetti con le medesime caratteristiche nei sistemi binari stretti eccetto i buchi neri. Una prova certa della loro esistenza sarebbe se qualcuno osservasse realmente l'orbita di un qualche oggetto (o bolla gassosa) mentre precipita all'interno del buco nero.

## Possibili buchi neri di massa stellare nella nostra Galassia
La nostra galassia, la Via Lattea, contiene diversi possibili candidati al ruolo di buchi neri di massa stellare, posti molto più vicini a noi rispetto al buco nero supermassiccio posto nel centro galattico, ritenuto essere il responsabile della radiosorgente Sagittarius A. Ciascun candidato fa parte di una binaria X, nella quale l'oggetto compatto sottrae materia al compagno. Il range delle masse di tali buchi neri va da un minimo di 3 a poco più di una dozzina di masse solari.

Una binaria X: la microquasar GRO J1655-40.

| Nome          | Massa del buco nero (M☉) | Massa del compagno stellare (M☉) | Periodo orbitale (giorni) | Distanza dalla Terra (anni luce) |
| ------------- | ------------------------ | -------------------------------- | ------------------------- | -------------------------------- |
| A0620-00      | 9−13                     | 2,6−2,8                          | 0,33                      | ~ 3500                           |
| GRO J1655-40  | 6−6,5                    | 2,6−2,8                          | 2,8                       | 5000−10000                       |
| XTE J1118+480 | 6,4−7,2                  | 6−6,5                            | 0,17                      | 6200                             |
| Cyg X-1       | 7−13                     | ≥18                              | 5,6                       | 6000−8000                        |
| GRO J0422+32  | 3−5                      | 1,1                              | 0,21                      | ~ 8500                           |
| GS 2000+25    | 7−8                      | 4,9−5,1                          | 0,35                      | ~ 8800                           |
| V404 Cyg      | 10−14                    | 6,0                              | 6,5                       | ~ 10000                          |
| GX 339-4      |                          | 5−6                              | 1,75                      | ~ 15000                          |
| GRS 1124-683  | 6,5−8,2                  |                                  | 0,43                      | ~ 17000                          |
| LB-1 B        | 69−71                    | 8−10                             | 78,9                      | ~ 13800                          |
| XTE J1550-564 | 10−11                    | 6,0−7,5                          | 1,5                       | ~ 17000                          |
| XTE J1819-254 | 10−18                    | ~3                               | 2,8                       | < 25000                          |
| 4U 1543-475   | 8−10                     | 0,25                             | 1,1                       | ~ 24000                          |
| GRS 1915+105  | >14                      | ~1                               | 33,5                      | ~ 40000                          |
| XTE J1650-500 | 3,8 ± 0,5                | .                                | 0.32                      | .                                |